# Иванка Трамп
Ивана Мари „Иванка” Трамп (енгл. Ivana Marie "Ivanka" Trump; Њујорк, 30. октобар 1981) америчка је предузетница. Друго је дете председника САД Доналда Трампа и његове прве супруге Иване, као и старија од две очеве ћерке. Била је виши саветник у његовој администрацији (2017—2021), као и директорка Канцеларије за економске иницијативе и предузетништво.
Била је извршна потпредседница породичне The Trump Organization. Такође је била судија у ТВ емисији свог оца, Шегрт. Почевши од марта 2017. напустила је The Trump Organization да би постала виши саветник у председничкој администрацији свог оца заједно са Џаредом Кушнером. Након што је јавност изразила забринутост због етике да она има приступ поверљивом материјалу, а да није под истим ограничењима као федерални службеник, пристала је да добровољно поднесе „обрасце за обелодањивање финансијских података који се захтевају од савезних запослених и да буде обавезана истим етичким правилима”. Док је радила у Белој кући, наставила је да послује са брендом одеће до јула 2018, што је такође изазвало етичке проблеме, посебно сукобе интереса. Била је део председниковог најужег круга људи пре него што је постала службеник у његовој администрацији.